# Relatório
Um relatório é um conjunto de informações utilizado para reportar resultados parciais ou totais de uma determinada atividade, experimento, projeto, ação, pesquisa, ou outro evento que esteja acabado ou em andamento. Pode ser oral ou por escrito.
Quando se trata de um trabalho acadêmico, pode ser elaborado com referência a pesquisa original, ou apresentar estudo bibliográfico. Visa comumente apresentar o andamento de trabalhos junto a órgãos financiadores e fiscalizadores, pode ser etapa de estágio ou pesquisa. Nesse caso, é submetido às comissões e conselhos dos órgãos competentes, ou do evento, que decidem sobre o mérito.
Normalmente utiliza-se formatação padronizada, o que no entanto pode ser flexibilizado caso o âmbito do mesmo seja interno ao setor executante ou grupo a que este último pertence.
A dificuldade na criação de um relatório, é normalmente proporcional à complexidade e amplitude do assunto abordado. Em situações deste tipo, criar sub-relatórios pode ser uma boa alternativa.
O relatório deve dividir-se em diferentes partes indicadas abaixo.
É importante saber qual o tipo de redação a ser adotado para estabelecer o foco: exposição detalhada de um caso (descrição) ou opinião e posicionamento - individual ou coletivo - diante de um assunto (dissertação).Em seguida, verifique para quem se dirige a comunicação: um Conselho de profissionais, um diretor ou gerente, um colega com quem você tem mais amizade? De acordo com o destinatário escolhido, você vai precisar adotar um estilo adequado: protocolar, formal ou informal, sintético ou analítico.
Agora, pense efetivamente em que deseja comunicar: os principais pontos, os comentários significativos e os aspectos que podem auxiliar o destinatário a entender melhor o seu texto. Para estruturar melhor o que pretende escrever, use o esquema do jornalista: quem fez, o que fez, por que fez, como fez, quando fez e onde fez. Respondidas essas questões, redija a mensagem com começo, meio e fim.
O começo tem de ser criativo e claro. Você precisa "prender" a atenção do leitor nas primeiras dez linhas para que ele se sinta motivado a continuar a leitura.
O meio tem de ser persuasivo para convencer o leitor a respeito do ponto de vista que você está desenvolvendo. Reúna fatos, estatísticas, gráficos e depoimentos para dar consistência ao seu relatório.
O fim, assim como o começo, precisa ser marcante. No último parágrafo, faça um resumo do que foi escrito e encontre uma frase expressiva que possa representar bem a comunicação feita.
O número de páginas vai depender da profundidade necessária para tratar o assunto em pauta. Normalmente, quem escreve sabe quanto escrever.
Evite erros gramaticais, principalmente de concordância verbal e nominal (os mais comuns).
Fique atento também à cacofonia, que é a junção de duas palavras formando uma terceira de sentido ridículo (do tipo amá-la). Preste muita atenção na ordem das palavras para não mudar o sentido do que você quer dizer. Prefira a ordem direta (sujeito, predicado e complementos) para não confundir seus leitores.
Transmita o que interessa de fato, de forma coerente, sem gírias ou linguagem muito técnica, e com alto padrão de civilidade. Comunicar é fazer-se entender. Se atingir esse objetivo, você estará perto do sucesso.

## Características do relatório
Cada relatório segue uma proposta que, conforme já dito, depende muito de quem será o público-alvo. Existem relatórios apresentados de forma digital, existem relatórios impressos, existem relatórios orais. Não há obrigatoriedades.
Textos administrativos ou científicos que discorrem sobre acontecimentos relativos a negócios, organização empresarial ou pesquisa de caráter científico.
Existem 3 tipos de relatório:
- Crítico, descreve e opina sobre a maneira como uma atividade foi desenvolvida
- Síntese, menos elaborado, referente a relatórios anteriores.
- Formação, mais ou menos pormenorizado, apresentando atividades desenvolvidas durante um curso e/ou estágio.

Um relatório bem elaborado facilita a vida dos seus leitores.
Abaixo há algumas informações importantes que qualquer relatório pode conter, porém não obrigatório:
1. Identificação do operador- nome do aluno ou dos alunos; identificação

da turma.
1. Data

Introdução- deve indicar o objetivo do trabalho, qual o método
utilizado; pode conter um resumo teórico do assunto sobre o qual se
realizou a experiência.
1. Material- enumeração dos diversos tipos de material utilizado ( químico,

físico e biológico ).
1. Reagentes/produtos- indicar o nome dos reagentes/ produtos e, no caso

de soluções, também a respectiva concentração.
1. Procedimentos- deve indicar a descrição exacta de como foi feita a

experiência, numa sequência correcta; pode ser incluído um esquema de
montagem com a respectiva legenda.
1. Registro de observações - indicar o registo de todas as leituras e/ou

observações efetuadas, podendo estas ser apresentadas sob a forma de
tabelas.
1. Equações químicas (se existirem) - todas as reacções químicas devem

ser traduzidas em simbologia química.
1. Cálculos - devem ser apresentados todos os cálculos efectuados.
2. Conclusões - referem-se as dificuldades encontradas durante a

realização da experiência; se os resultados obtidos coincidem com os
resultados esperados (com base nos conhecimentos teóricos registados na
introdução) e, tiram-se as respectivas conclusões); discutem-se os
resultados obtidos.
1. Bibliografia - lista das publicações utilizadas, indicando, pela ordem

referida, os seguintes elementos: identificação do autor (primeiro o apelido,
em maiúsculas, e depois, os nomes); título da obra, editora; ano de edição;
local de edição.

## Discurso
Deve manter diversas características no seu discurso, para se tornar um relatório distinto e apresentável:
O seu discurso apresenta clareza, exatidão, concisão, pertinência, objetividade, estilo isso que vai sair direto e simples, utilização das 1ªs e 2ªs pessoas.
Todo e qualquer relatório deve ser pormenorizado destacando todos os aspectos importantes, para uma mais fácil absorção da ideia geral do relatório.